# Abdi Jeylani Malaq Marshale
Abdi Jeylani Malaq Marshale, né le 15 janvier 1969 à Mogadiscio où il est mort le 31 juillet 2012, est un journaliste et humoriste somalien.
Abdi Jeylani était l'un des plus célèbres comiques de la Somalie. Connu notamment pour ses parodies de militants islamistes du pays, Abdi Jeylani avait été menacé par un mouvement islamiste en 2012. Le 31 juillet 2012, il est abattu après avoir quitté son travail à la station de radio[Quoi ?][Depuis quand ?] à Mogadiscio.